# 巨家河水库
巨家河水库是中国湖北省十堰市郧县境内的一座水库，位于汉江支流巨家河上，建于1970年。水库正常库容为880万立方米，集雨面积为142平方千米，海拔为226米。